# MV Doña Marilyn
El MV Doña Marilyn fue un transbordador interinsular filipino propiedad y operado por Sulpicio Lines, Inc. Construido en Japón como Otohime Maru en 1966, fue comprado por Sulpicio Lines en 1976 y rebautizado como MV Doña Ana, sufrió un incendio el 8 de octubre de 1978 y fue reacondicionado, siendo puesto nuevamente en servicio como MV Doña Marilyn.
En la tarde del 24 de octubre de 1988, mientras navegaba de Manila a la ciudad de Tacloban , el buque fue atrapado por el tifón Ruby y se hundió cerca de la isla Higatangan (o Gigatangan), Biliran, dejando aproximadamente 400 muertos o desaparecidos. Los sobrevivientes fueron al menos 181. El Doña Marilyn era un barco gemelo del desafortunado  MV Doña Paz, que se había hundido un año antes en el desastre marítimo más mortífero sucedido en tiempos de paz hasta el momento.

## Hundimiento
El MV Doña Marilyn partió de Manila el 23 de octubre de 1988, a las 10 am, rumbo a la ciudad de Tacloban en Visayas Oriental. Al menos 511 personas estaban a bordo del barco cuando salió de la ciudad, incluida la dotación del barco. Según Vicente Gambito, vicepresidente de Sulpicio Lines, había un total de 421 pasajeros. El capitán del barco, Eliodoro Salgado Jr., había estado con Sulpicio Lines durante cinco meses cuando comandó el MV Doña Marilyn el 23 de octubre.
El 24 de octubre a las 2:14 am, el capitán Salgado envió un mensaje a la estación costera de Sulpicio Lines en Manila sobre las grandes olas que encontraba el barco, y decidió reducir la velocidad del motor. A las 7:28 am, Salgado hizo que los motores se detuvieran debido a "vientos muy fuertes y grandes olas". Casi una hora después, el capitán informó a la estación que decidió revertir el rumbo y dirigirse hacia la isla North Gigantes por seguridad, al tiempo que agregó que se esperaba que el barco llegara a Tacloban alrededor de las 8 pm más tarde ese día.
A la 1:30 p. m., el Doña Marilyn envió por radio una señal de socorro desde la isla Tanguingui, anteriormente reportada como isla Manoc-Manoc, cerca de Masbate, que fue la última señal del ferry recibida por la estación según los oficiales militares. Debido a los fuertes vientos y olas gigantes causadas por el tifón Ruby, conocido localmente como tifón Unsang, el barco volcó alrededor de las 2 p. m.
Según los sobrevivientes, el capitán Salgado les dijo que rezaran el rosario antes de saltar del barco, pero finalmente desapareció. Muchos de los que sobrevivieron fueron fácilmente localizados por los rescatistas debido a sus chalecos salvavidas, mientras que otros fueron salvados por pescadores que pasaban por allí. Algunos sobrevivientes fueron robados por bandidos con canoas motorizadas. Un sobreviviente, el sobrecargo del barco Kerwin Lim, llegó a la costa de la isla de Almagro después de casi un día en el mar, pero luego fue encontrado robado y asesinado con marcas rojas en el cuello.
El naufragio del Doña Marilyn fue avistado por primera vez por un pescador llamado Bonifacio Rodrigo, quien, según se informa, vio el barco hundido el 10 de noviembre mientras buceaba en un área cerca de la isla Manoc-manoc, también conocida como isla La Manok.
Los restos del barco se encuentran frente a la isla de Malapascua, donde se ha convertido en una atracción de buceo.